# ファンタシースターオンライン2 ジ アニメーション
『ファンタシースターオンライン2 ジ アニメーション』（PHANTASY STAR ONLINE 2 THE ANIMATION）は2016年1月より3月までTBS・MBS・CBC・BS-TBSにて放送された「ファンタシースターオンライン2(PSO2)」を題材にしたテレビアニメ。「ファンタシースターシリーズ」初のテレビアニメ作品である。

## 概要
2016年1月からアニメ放送終了後の2017年7月までゲーム内で展開されていた「ファンタシースターオンライン2 エピソード4」（EP4）と連動しており、この「ジ アニメーション」はEP4の前編的な位置付けで、アニメ放送開始直後に開始されたEP4ではアニメ内では語られなかった謎が展開される仕組みである。ただしアニメ版の主要人物たちはEP4には登場せず、唯一サブイベントのみでアイカが登場しているがストーリーには絡んで来ない。またアニメは放送局の都合により1話分放映できず、終盤の展開がやや駆け足気味となった。
PSO2のシリーズプロデューサー酒井智史によれば、アニメ化の企画自体は2014年12月に行われた舞台『PHANTASY STAR ONLINE2 ON STAGE』よりも先に構想があったが、ファンタシースターオンライン2の前々作であるファンタシースターオンラインのアニメ化構想が挙がった時当時のプロデューサーである中裕司がシナリオに不満を持ち反対したため頓挫した経緯があることから、まず舞台でプレイヤー主体のシナリオを書いて反応を確かめてからオンラインゲームであることを反映したアニメを制作している。酒井やシリーズディレクターの木村裕也、シナリオライターの宇野涼平は毎週シナリオの打ち合わせに参加している。
主人公たちが通う全寮制の学校名が「清雅（せいが）学園」であるが、SEGAではないとコメントしている。
また、一部放送局では字幕放送も実施された。
ゲーム本編のEP4完結後に発売された「ファンタシースターオンライン2 Episode4 設定資料集」によれば、「PSO2」内のアバターはアイカたちオラクル人と同じ身体構造をしていることが明かされた。また、フォトン（エーテル）適性のある者ほど現実の人間と同じように動かせるという。このためアニメに登場する「PSO2」は単なるゲームではないのだが、「なぜオラクル側の世界がゲームとして登場するのか」などについてはアニメでは言及されておらず、ゲーム本編で判明する。

## あらすじ
西暦2027年9月。夏休みが終わり学生寮へ戻ってきた橘イツキは、生徒会長の泉澄リナに突然呼び出され、2学期から空席となった生徒会の副会長に任命される。突然の事態に戸惑うイツキへ、リナは更に副会長の仕事として「PSO2をプレイするよう」依頼する。新通信技術「エーテル通信」によりPSO2が爆発的に普及している2027年現在、学園はPSO2の規制を考えており、それは生徒のプライベートの規制を意味していた。リナは生徒会長として、PSO2プレイヤーとして、生徒たちからPSO2が失われる事態を阻止しようとしていた。一方その頃、何者かによるPSO2プレイヤー誘拐事件が続発する。それは地球侵略を狙う宇宙の敵「ダーカー」との戦いの幕開けだった。

## 登場人物

### 清雅学園
全寮制の高校だが、治安が悪くなっている関係上、不審者侵入防止のため生徒であってもIDカードの提示が必須になっている。
橘イツキ（たちばな イツキ）
声 - 蒼井翔太
主人公。高校2年生。何をやらせてもそつなくこなし、成績もそこそこで無遅刻無欠席。部活には所属していないが、各運動部へ助っ人として引っ張りだこで、「助っ人マスター」「便利屋」などと呼ばれているものの、本人はあまり快く思っていない。PSO2キャラの発言から（知人に限るが）プレイヤーを特定するなど、洞察力は鋭い。謎の少女アイカにつきまとわれている内にダーカーに襲われ、その際にフォトンに目覚め戦うための力を得た（EP4ではこの力「具現武装」と呼ばれている）。以後はアイカの正体を知り、彼女と共にダーカーとの戦いへと身を投じていく。
小学生にまでオンラインゲームが普及している2027年において、珍しいオンラインゲーム未経験者。親友のコウタからは本編開始以前よりPSO2を勧められていた。
生徒会副会長が留学し2学期よりいなくなったため、リナの指名で生徒会副会長へ就任。PSO2を始めることになる。PSO2でのキャラはヒューマン男性で、ランダム生成ながら自身にそっくり。事情を知らされた親友のコウタから、書面で手ほどきを受けガンスラッシュを愛用し、その他カタナを用いる。またゲーム中では不可能だが、カタナを使ってソードのPA「オーバーエンド」などを用いている。最終決戦では、リナとアイカの力を合わせ、オーバーエンドを強化したような新必殺技「スターゲイザー」で黒幕を打ち倒した勝利した。
リナに対しては好意を抱いているが、なかなか想いを出せない。
ゲーム内にもEP4から登場するがストーリーには一切絡まず、季節限定イベントなどでプレイヤーに協力を求めてくる。EP6では主人公（プレイヤー）と共闘して地球を守るべく戦った。なお、「スターゲイザー」はEP5にてプレイヤーが【若人】と決着をつける際に使用した。

泉澄リナ（いずみ リナ）
声 - 諏訪彩花
ヒロイン。高校3年生。生徒会長。「10年に1人の逸材」「清雅の星」と呼ばれる才媛で学園のアイドル的存在。生徒会長にふさわしい模範的な優等生だが、地は他人とのコミュニケーションが苦手なごく普通の女の子である。幼少期はかくれんぼで忘れられるほど存在感の薄い少女だった。
学園内のソーシャルネットワークの現状に関するレポートを提出するため、調査の一環としてイツキにPSO2のプレイを依頼する。
実は自身もPSO2プレイヤーであり、ベテランプレイヤー（後述）。学生寮の自室にはラッピーやリリーパといったPSO2のグッズが飾られている。
イツキに対しては女性として好意を抱いているようだが、本人はあまり自覚していない。しかし、アイカと仲良くしているのは面白くないらしくトゲトゲしい態度になる。アイカに対しては「海外育ちで日本をよく知らず、周囲に溶け込めない可哀想な子」と妄想を炸裂させて身悶え、基本的には彼女のことを可愛がっている。
PSO2本編ではEP5やEP6にも登場している。

鈴来アイカ（すずき アイカ）
声 - M・A・O
もう一人のヒロイン。2学期になってイツキのクラスへ転入してきた女生徒。担任によると「海外から日本に戻ったばかり」とのことだが、海外育ちでは説明がつかない異質な軍人めいた言動が多く、クラスメイトには「ミステリアス」と評されている。
PSO2プレイヤーであり、本人によると「フォース、テクター、バウンサーの3種は極めており、VRの全ミッションを達成済み」とのこと。そのためリナにより生徒会特別役員に選任され、PSO2におけるイツキのアドバイザーとなる。PSO2のキャラはニューマン女性のサモナーで、ペットのラッピー（声 - 榎本温子）を肩に乗せている。
実はアバター体では無い本物のアークスであり、オラクルから地球へ来訪したアークス情報部員。情報部司令カスラの命を受け地球での現地調査と出現したダーカーを殲滅しにきた。同時にフォトン適合者であるイツキの監視役にも着任していたが、学園生活に馴染めずストーカーのような行動になってしまっていた。しかし中盤では逆に正体をイツキから怪しまれ立場が尾行されたり待ち伏せされたりなど、立場が逆になってしまった。後にフォトンに覚醒したイツキをオラクルへと招き、ダーカー殲滅へと従事する。
【若人】との戦いでは創世器「燐具フローレンベルク」を使う。その後は一時的にイツキたちの前から姿を消し生死不明となっていたが、任務のために連絡がとれないだけであった（この詳細はゲーム本編で語られている）。リナの卒業には無事に駆けつけ次の任務を就くことをイツキたちに報告する。
ドラマCDでは世間知らずを炸裂させイツキや生徒会メンバーを困惑させたり、コウタのハイテンションについていって彼を励ましたりと、アニメ以上にもコメディ向けのキャラクターになっている。
PSO2本編ではEP4のサブイベントに登場しており、ヒツギの兄エンガとの関係が明かされる。ただしメインストーリーには一切絡んで来ない。リナと共にEP5にも登場しており、EP6ではイツキも加えて三人で「スターゲイザー」を放った。

茅野コウタ（かやの コウタ）
声 - 島﨑信長
イツキのクラスメートで親友。空手部部長で、都大会で優勝するほどの実力者。友人思いのどこにでもいるごく普通の少年だが、かなりの女好きであり、アイカにストーキングされるイツキを羨んだり、イツキとリナの仲をたびたび勘ぐっては嫉妬心を露にしたりしている。自分にモノメイトを渡してくれた謎の女性（正体はアイカ）に憧れており、その姿を探しているが思いが実ることはなかった。モノメイトを飲むと腹を下す。ドラマCDによれば、これはフォトン適性がないためだという。
アニメ本編開始当初は空手部の都大会を控えており禁PSO2中だったが、都大会終了後のQuest03よりイツキとPSO2でも遊ぶようになった。終盤ではイツキからアークスやダーカーが実在することを伝えられ、当初は半信半疑だったが、目の前でリナが連れ去らわれる光景を見て信じるようになった。リナ救出を賭けたラストバトルでは、「このクエストが終わったらイツキがリナに告白する」と知り合いに触れ回り、事実を隠した上で仲間たちを集めイツキの援護を担った。この際、怪しんだ近衛ミカに詰問され真実を話してしまっている。
番外編が収録されたドラマCDなどにおいては、よりテンションの高い性格になっており、アバター「†コア†」に近い口調になっている。ドラマCDでは生徒会室の前でイツキたちが遊園地に遊びに行くと聞いて嫉妬の余り身悶えて追いかけてきたり、キャラクターソングCDではリナまで唆して歌のコンテストに参加させた。第二弾には未登場。彼の代わりに工藤マサヤがコメディリリーフを担った。

### 清雅学園生徒会
工藤マサヤ（くどう マサヤ）
声 - 佐藤拓也
清雅学園生徒会の書記長。3年生。規律を重んじる性格でリナを崇拝するイエスマン。当初はイツキに対し厳し過ぎる態度をとっていたが、後に態度も柔らかくなり生徒会の中ではリナに次いで彼を気にかけるようになる。登場するごとにどんどんキャラクターが崩れていき、PSO2内のフレンド「オーガキャッツ」のおっかけになり、模範生のイメージは完全になくなっていった。ドラマCDにおいてもコメディリリーフの役割を担っており、生徒会で遊園地に遊びに来た時は迷子になって迷子センターに世話になっていた。またドラマCDでは自身もPSO2プレイヤーであることを明かしている。同作ではアイカからのアドバイスでオーガキャッツの中の人を呼び出す作戦を思いついている。実際にアニメでは文化祭にオーガキャッツの中の人を呼び出してリアル同士の対面を迎えたが、相手は一回り年上の男性だったと知り落胆する。しかし当人の思惑とは別に相手から好意的に迎えられ、弟分のように扱われている様子がうかがえた。
2017年6月に発売されたキャクターソングCD第二弾では、イツキがアイカたち4人の少女と一緒にいるのを見て嫉妬の余り身悶えたり、そのたくましい妄想力でリナまで巻き込んでイツキたちの様子を見に行くが、実際はカラオケの機材を使って歌おうとしていただけだったことが発覚する。
ドラマCDではアイカが連れていたラッピーの声を聞くなど、フォトン適性があることを匂わせたが実際に覚醒することはなかった。
ドラマCDやアニメ終盤ではPSO2プレイヤーであることを明かしているが、実際にPSO2をプレイしているシーンはなくアバターも不明。
近衛ミカ（このえ ミカ）
声 - 村川梨衣
会計長。2年生。大変気が強い性格で基本的に協調性がなく怒りっぽい。マサヤ以上にリナのイエスマンであり、彼女を女神のように慕っている。このためリナから直々に副生徒会長に任命されたイツキを毛嫌いしており、終始一貫して態度を変えることはなかったものの、最終決戦では事情を聴いて半信半疑ながらもイツキたちを信じ協力した。キャラクターソングCDではコウタから「会長のストーカー」と言われ激怒したり、コウタの悪ふざけにマイクで殴ってツッコミを入れていた。ドラマCDではPSO2でユタカと共闘し、彼の性格の変貌に驚きはしたものの気の強さは変わらず逆にユタカをたじろがせていた。
PSO2内で使用するキャラクターは『リリカ』。
佐々木ユタカ（ささき ユタカ）
声 - 金田アキ
書記。いつも自信なさげにおどおどしており、ミスをしてはマサヤによく叱られている。同級生ということでイツキとすぐに仲良くなるが、PSO2内では「荒らし行為」を働く悪質なプレイヤーであり、傲岸不遜なそっちこそが「本当の自分」だと考えていた。後にイツキに正体を見破られ、（悪意はなかったものの）正体を周囲に知られたことで自暴自棄に陥ってしまう。イツキから「ゲーム内では強がっていただけ」「本当は優しい人だって知っている」と励まされたことで立ち直り、迷惑をかけた人たちに謝罪し、以後は性格は変わらないものの悪質行為は働かなくなった。アニメ本編では気分が高揚した時に、ドラマCDでは戦闘意欲が湧いた時に口調がゲームキャラのものになったことがある。
PSO2内で使用するキャラクターは『ムサシ』。
瓜坂セイヤ（うりさか セイヤ）
声 - 堀江瞬
清雅学園生徒会メンバー。いつも淡々と仕事をこなし、生徒会メンバー（主にイツキ）に対する冷静なツッコミをマユと共に披露する。双子のマユが絡むとたびたび張り合ってしまう。PSO2内に登場する敵キャラクター【双子】のように、一つの言葉を区切って二人で話したりする。ドラマCDではジェットコースターが苦手で悲鳴を上げたことでマユにからかわれたり、逆におばけが苦手なマユをからかっていた。
瓜坂マユ（うりさか マユ）
声 - 樺山ミナミ
清雅学園生徒会メンバー。セイヤとは仲が悪そうに見えるが気がつくと一緒にいる。セイヤと共に生徒会メンバー（主にイツキ）に対するツッコミを披露する。ドラマCDではおばけが苦手なのをセイヤにからかわれており、彼と比べると怒りっぽい性格。アイカが連れているラッピーの存在をおぼろげだが感知することができており、オバケと勘違いしていた。

### 清雅学園学園関係者
マリカ
声 - 高野麻里佳
イツキやアイカのクラスメイト。お団子頭が特徴。後述のリコとユリカとは仲が良くいつも3人でいる。アイカに好意を持っており何かと気にかけているが、イツキが「アイカを手籠めにしようとしている」という噂を聞いて盛大に勘違いしていた。
リコ
声 - 小原莉子
イツキやアイカのクラスメイト。ポニーテール。たびたび得量的な挨拶をする。
ユリカ
声 - 高木友梨香
イツキやアイカのクラスメイト。セミショート。笑顔を絶やさない友達思いの女の子。
門前マモル（もんぜん マモル）
声 - 高橋広樹
清雅学園学生寮の守衛。規則を重視するあまり融通の利かないところがあり、初登場のシーンではIDカードを忘れたイツキを不審者と見ていた。しかし、リナの姿を見たらイツキと共に鼻の下を伸ばすなど色香に弱い部分もある。筋の通らないことはリナからの頼みでも断るなど本質は厳格。

### 天星学院高校
清雅学園の姉妹校。一部のキャラクターは、ゲーム本編のEPISODE4（時系列はアニメの約半年後）にも登場し、そちらでは主要キャラクターとして描かれた。
八坂火継（やさか ヒツギ）
声 - 種田梨沙
天星学院生徒会副会長を務める女子生徒。背が低く、胸が小さいのを気にしている。文化祭の日に親友のコオリとともに訪れリナとは面識がある。ストーリーには一切絡まない。
ゲーム本編（EPISODE4）にも登場しており、そちらでは主人公を務める（外伝エピソードであるため主人公はプレイヤーではない）。EPISODE4内の地球で普及しているPSO2内の惑星ナベリウスである調査をしている時に主人公（プレイヤー）と知り合う。そこで不測の事態に陥ったのをきっかけに、オラクルと地球、二つの世界で起きる事件に巻き込まれてしまう。

鷲宮氷莉（わしのみや コオリ）
声 - 洲崎綾
天星学院生生徒会役員でヒツギの友人。ヒツギと比べると背丈も胸も大きめ。ストーリーには一切絡まない。
ゲーム本編（EPISODE4）にも主要キャラクターとして登場しており、ヒツギ同様にオラクルと地球、二つの世界で起きる事件に巻き込まれてしまう。

八坂炎雅（やさか エンガ）
天星学院に通う男子学生でヒツギの兄。アニメオープニングに登場したが、アニメ本編での登場はごくわずかで声の登場はない（その後ゲーム内で実装され、細谷佳正が担当した）。
後にゲーム本編（EP4）にてアイカと繋がりがあったことや、彼女が学生として過ごせるようにとある組織の一員としてバックアップを担っていたことが語られた。ゲーム本編ではヒツギと並ぶ主要キャラクター。
ヒツギ・コオリと同様にオラクルと地球、二つの世界で起きる事件に巻き込まれてしまう。
ゲーム本編（EP4）でオラクルと地球の連絡役に任命され、EPISODE5以降もオラクルと交流が続く地球の状況を、報告・説明する役としてたびたび登場する。

### アークスのキャラクター
アークスとは、PSO2の世界にあるプレイヤーキャラが所属する組織の名前であり、組織に所属するエージェント（プレイヤーキャラ）の通称でもある。ゲーム本編にも全員NPCとして登場し、クエスト（依頼）をクリアすることでパートナーとしてPTを組めるようになる。ただし、クエストを受けられるのは期間限定となる（パートナーになればいつでも呼び出せる）。
イツキ
声 - 蒼井翔太
ヒューマン男性。クラスはハンター/ブレイバー。プレイヤーはイツキ。
PSO2のアップデート等の告知PVに出てくる男性ヒューマー『アッシュ』と同じ衣装姿とフォトンに覚醒し具現武装をまとった二つの姿が存在する。
『アッシュ』と同じ衣装の時はEPISODE4内に出てくるPSO2のアバター体の姿である。

RINA（リナ）
声 - 諏訪彩花
ヒューマン女性。クラスはガンナー。元々はリナがPSO2を始めた時に使用していたキャラクター。イツキと同じくランダム生成した結果、あまりにも自分そっくりに出来てしまったことやフレンドができなかったことで使いづらくなり、2ndキャラであるSOROで遊び始めた。胸の大きさは多少は盛っているらしい。
イツキと一緒にゲームをしていくうちに思うところがあったり、SOROの正体を自ら明かしたこともあって再びRINAの姿を使うようになった。
SORO（ソロ）
声 - 玄田哲章
キャスト男性。プレイヤーはリナで、誰にも正体を明かさずフレンドもいなかったが、イツキに打ち明けたことをきっかけに周囲へ明かしフレンドも増えた。いわゆる性転換キャラであるため、正体を隠していた頃は男性プレイヤーなのかいぶかしがられると動揺していた。
PSO2内では凄腕のキャラとして知られ、誰ともパーティーを組まないことから「孤高の戦士」とか「孤高さん」と呼ばれている。
親切に初心者であるイツキに教えてはいるものの、イツキが断ってもなお教えてくるため、イツキからは「（現実世界でも含め）面倒くさい人」「グイグイ来て怖い」と思われている。
クラスはレンジャー/ガンナー。イツキがPSO2を始める以前はガンナーをメインクラスとしていたが、イツキがPSO2を始めた際に彼のレベルに合わせるため、クラスを変更した。

アイカ
声 - M・A・O
ニューマン女性。クラスはサモナー。アイカの本来の姿であり、カスラが指令を務める「情報部」所属のアークス。
普段はヒューマン（人間）の姿で「鈴来アイカ」を名乗り、ある使命を遂行している。
アニメ終盤でイツキ達と別れた後に再び姿を現した際には髪色の一部（毛先）が変わっており、その原因はゲーム本編で明かされた。

✝コア✝
声 - 島﨑信長
デューマン男性。クラスはバウンサー/ファイター。プレイヤーはコウタ。
ロールプレイの一環として廚二病じみた発言が多く、通常では理解するのは困難だが一緒にプレイしている常連さん達（＝ゲーム内のフレンド）は理解可能。ただし激昂したりリアルに触れられたりしたときは、ロールプレイを忘れ素の言葉遣いになることがある。
弓子
声 - 井上喜久子
デューマン女性。クラスはブレイバー/レンジャー。リアルでは草津の温泉旅館「仁羽屋」の若女将。
PSO2では夫のラスト侍と組んでおり、周囲から和装コンビと呼ばれている。
ラスト侍
声 - 小西克幸
ヒューマン男性。クラスはブレイバー/ハンター。リアルでは草津の温泉旅館「仁羽屋」の若主人。
PSO2では妻の弓子と組んでおり、周囲から和装コンビと呼ばれている。ロールプレイの一環として口調に「ござる」をつけている。
シルバ
声 - 新田恵海
キャスト女性。クラスはレンジャー/ガンナー。リアルではPSO2をプレイしている女子小学生。「アークスファンフェスタ2027」に来ていたイツキとリナを発見し、他のメンバーに引き合わせた。
ゲーム内では口数が少ないため寡黙な印象だが、現実では明るくおしゃべりなムードメーカー的な存在。PSO2内では同じキャストのKIDと組んでいる。
KID（キッド）
声 - 井上和彦
キャスト男性。クラスはハンター/ファイター。リアルではモノクルをかけた初老の男性。OPでは現実世界のシルバと一緒に街中を歩いている。
ゲーム内では熱血を絵にかいたような暑苦しい性格だが、現実では上品な言葉遣いと気配りを欠かさない。PSO2内では同じキャストのシルバと仲良くなり、よく組んでいる。
マスターネズミ
声 - 瀬戸麻沙美
男性。クラスはハンター/ファイター。リアルでは清雅学園の近くにある建設会社のベテラン作業員（声 - 宮本克哉）で、他の作業員からは「親方」と呼ばれている。明朗快活でとても元気な少年のロールプレイをしている。オーガキャッツとはリアル・ゲーム内でもよく一緒にいるコンビのような仲。
名前の一部である「ネズミ」は響きが良いということでつけられていた。
オーガキャッツ
声 - 桃井はるこ
女性。クラスはファイター/ハンター。リアルでは清雅学園の近くにある建設会社の若手作業員（声 - 会一太郎）で、いわゆるネカマキャラ。語尾に「ニャン」をつけ、あざとい言動のロールプレイをしている。
名前の「オーガ」は「オーガニック野菜」からとったもので、リアルの姿である若手作業員はオーガニック野菜を好んで食べている。マサヤから一方的に好意を持たれており、リアルで会うことは避けていたが学園祭に誘われたことで姿を見せる。リアル女性だと思っていたマサヤを落胆させたが、若手作業員自身は手製のお弁当を食べさせるなど好意的だった。
ムサシ
声 - 吉野裕行
ニューマン男性。クラスはフォース/テクター。リアルでは清雅学園生徒会の書記である佐々木ユタカ（声 - 金田アキ）。
リアルのユタカは要領が悪く気弱で優しい少年だが、そのため周囲から格下に扱われることを密かに不満に思っており、PSO2内でムサシとして振る舞うときは傲慢で傍若無人。PSO2内の性格の方が素であるらしく、リアルでも我を忘れると傍若無人な言動を発することがある。
PTを組んでいるのに戦わないなど自分勝手な荒らし行為を繰り返していたが、イツキに正体を見破られ諭されてからは反省し、荒らし行為を止めることを約束し協力的になった。
リリカ
声 - 村川梨衣
ピンク色のリリーパスーツに水色のリボンを着けたキャラクター。クラスはファイター。リアルでは清雅学園生徒会の会計長である近衛ミカ。

### アークスのNPC
NPCとは「ノン・プレイヤー・キャラクター」の略であり、予めゲーム中に用意されているプレイヤーを持たないキャラクターのこと。ここではアニメに登場するゲーム本編のNPCをアニメの設定に沿って紹介する。
クーナ
声 - 喜多村英梨
ヒューマン女性。アイドルとアークスの二つの姿を持つ、アークス情報部次席。アイカの上司に当たる。武器の力により姿を消して攻撃することが可能。
パティエンティア（パティ、ティア）
声 - 阿澄佳奈（パティ）、井口裕香（ティア）
双子のニューマン女性。パティが姉でティアが双子の妹。アークスいちの情報屋「パティエンティア」を自称するが、情報部員ではない一般アークス。突然イツキの前に現れて姉妹漫才さながらの会話を繰り広げた。
ドゥドゥ
声 - 秋元羊介
ヒューマン男性。武器等の強化を担当する非戦闘員。強化に失敗すると「素晴らしく運がないな、君は。」と煽ってくるためプレイヤーからは「真のラスボス」とまで呼ばれている。アニメ内ではコメディ要素として登場。
カスラ
声 - 神谷浩史
ニューマン男性。アークス情報部司令。クーナやアイカの上司に当たる。穏やかな物腰ながら冷徹かつ考えを隠している部分があり、クーナから「陰険メガネ」と呼ばれている。最終決戦に向かうアイカに自身の創世器「フローレンベルク」を貸し与えた。
ゼノ
声 - 木村良平
ヒューマン男性。面倒見の良い兄貴分で、アークス教導部次席。ブーストエネミー（リンゼ・ドラーダ）の攻撃からイツキを庇った際に登場。その後、リナが【若人】の依代にされた時は一行を逃がすべく足止めを引き受けるが大怪我を追ってしまい、治療を受けている一コマが描かれた。ゲーム本編にも同様のシチュエーションが存在する。ゲーム本編では主人公（プレイヤー）の先輩であり兄貴分的存在。
エコー
声 - 日笠陽子
ニューマン女性。ゼノの幼馴染で、教導部員ではない一般アークスだがゼノを補佐する。
マリア、ヒューイ、レギアス、クラリスクレイス
カスラとゼノ、そしてクーナと同じ「六芒均衡」のメンバー。イメージのみ登場。
マトイ
声 - 佐藤聡美
ヒューマン女性。かつて「闇に取り込まれ」たが奇跡的な生還を遂げ、現在はアークスの英雄的存在として扱われている。アークスの中でも最高クラスの力を持つ六芒均衡すらも超える力を持つ。最終決戦に駆けつけ、無数のダーカーからイツキたちを守るべく奮闘し援護に回った。
プリン
声 - 榎本温子
ヒューマン女性。任務の管理などを担当するアークス職員。

### ダーカー
生物および無生物を乗っ取ることで形を取る宇宙の敵。地球への侵攻を企んでいる。本作では「虫」をモデルにしたダーカーのみ登場する。
ダークファルス【若人】（アプレンティス）
本作における黒幕的存在。蟲系ダーカーの頂点に立つ存在であり、アークスやフォトン能力を持つ地球人の肉体を奪うことで強大な力を得る。見上げるほどの体躯に高度の飛行能力を持ち、アークスの戦闘兵器すら寄せ付けない強大な力を誇る。
劇中では語られないが、惑星リリーパに寄生する形で復活しているため、依代がなくとも実体を持つことができる。地球への侵攻を目論んでおり、その手段として自由に活動できる依代を求めている。ゲーム画面から地球へと配下を送り込み「ゲームが上手い人間」を狙って拉致し、その肉体を乗っ取ろうと暗躍していた。終盤ではリナを依代にするが、アークス側の援護とイツキたちの活躍によってリナは救出され、最後はリナとアイカの力を合わせて放ったイツキの「スターゲイザー」によって肉体を破壊され敗北。しかし本体は健在であり、そのまま地球へ逃げようとする。
【若人】の末路はアニメ内では描かれず、ゲーム内のEP4にて語られている。地球へ逃げようとしたところ、アイカが吸収して取り込むことで阻止しようとしたが失敗。代わりにマトイが【若人】を取り込みそのまま惑星リリーパに再封印した。しかしアイカが持っていたダーカー因子まで取り込んでしまったため肉体を侵食されそうになる。その時、すべてのダーカーの頂点に立つ【深遠なる闇】が現れ、マトイからダーカー因子を抜き取ると吸収し、二人に危害を加えることなく去っていった。
【若人】はゲーム内にも登場しており、そちらでの名称は「DFアプレンティス・ジア」。これが完全体となったのが本作に登場する「ダークファルス【若人】」である。
ブーストエネミー（リンゼ・ドラーダ）
ダーカーの中でもひときわ強力な力を持った存在。作中ではブーストエネミーと呼ばれており、「リンゼ・ドラーダ」というのはゲーム本編での名称。先兵として強力なフォトン能力を持つ者を探し出し拉致しようとしていた。フォトンに覚醒して有頂天になっていたイツキの鼻をへし折り、イツキを狙って地球にまで追いかけてくる。「自分以上の強さを持つ敵」にすっかり怯えていたイツキだが、アイカの奮闘する姿を見て自身も奮起。アイカの援護を受けたイツキと一騎打ちとなり、最期は彼のフォトンにより消え去った。
他の個体も存在するらしくドラマCDにも登場しているが、こちらはアイカ（が操るラッピー）によって瞬殺された。
ゴルドラーダ
ダークファルスの先兵として現れるダーカー。モデルはゴキブリ。上述のブーストエネミーは、このダーカーの強化版である。
エル・アーダ
蜂のような形態を持ったダーカー。序盤から中盤まで頻繁に登場する。中にはPAが通用しない強力な個体もいる。ゲーム画面から地球へと現れ「ゲームの上手い人間」を狙って拉致しようとしていた。

## スタッフ
- 原作 - セガゲームス[1]
- 監督 - 川口敬一郎[1]
- 副監督 - 花井宏和
- シリーズ構成 - 広田光毅[1]
- キャラクターデザイン・総作画監督 - 高須美野子、谷野美穂[1]
- メカ・プロップデザイン - 森木靖泰
- 美術監督 - 陳場大輔
- 色彩設計 - 磯部知子
- 撮影監督 - 光石奈歩
- 編集 - 笠原義宏
- 音響監督 - 岩浪美和[1]
- 音楽 - 大間々昂
- 劇伴制作 - 日音
- プロデューサー - 菊地等→平野隆廣、山口泰広、中島純、長谷川俊介、内野秀紀、吉川明
- アニメーションプロデューサー - 伊東耕平
- アニメーション制作 - テレコム・アニメーションフィルム[1]
- 製作協力 - セガホールディングス、セガゲームス、ポニーキャニオン、サミー、ブロッコリー、フロンティアワークス
- 製作 - PHANTASY STAR PARTNERS、TBS[1]

## 主題歌
オープニングテーマ「絶世スターゲイト」
作詞・作曲 - 上松範康 / 編曲 - 藤田淳平 / 歌 - 蒼井翔太
エンディングテーマ「レアドロ☆KOI☆こい！ワンモア！」
作詞・作曲 - 桃井はるこ / 編曲 - Haraddy / 歌 - 泉澄リナ（諏訪彩花）、鈴来アイカ（M・A・O）
アークスダンスフェス曲『レアドロ☆KOI☆恋！』のアレンジ版。原曲タイトルの「恋」がひらがなになっているほか、歌詞の一部が異なる。
劇中歌「Our Fighting」（第2、11話）
作詞 - 大森祥子 / 作曲・編曲 - 小林秀聡 / 歌 - クーナ（喜多村英梨）
ノンクレジット。
音楽提供（第4話）
歌者はノンクレジット。
「終わりなき物語」
作詞 - maive / 作曲・編曲 - 福山光晴 / 歌 - クーナ（喜多村英梨）
「Try to take me again」（第4話）
作詞 -  山下慎一狼 / 作曲・編曲 - 岩野道拓 / 歌 - ゼノ（木村良平）
「双子星クオリティ」
作詞 -  山下慎一狼 / 作曲・編曲 - 岩野道拓 / 歌 - パティ（阿澄佳奈）、ティア（井口裕香）

## 各話リスト
| #          | タイトル                      | 脚本     | 絵コンテ            | 演出              | 作画監督                                                             |
| ---------- | ----------------------------- | -------- | ------------------- | ----------------- | -------------------------------------------------------------------- |
| Quest 01   | 「はじめまして」から始まるRPG | 広田光毅 | 川口敬一郎          | 花井宏和          | 池川陽子                                                             |
| Quest 02   | 孤高の戦士                    | 広田光毅 | 川口敬一郎          | 長岡義孝          | 西真由子 谷野美穂                                                    |
| Quest 03   | ロールプレイ                  | 渡邊大輔 | 菊池聡延            | 菊池聡延          | 菊池聡延                                                             |
| Quest 04   | ファンタシースターオフライン  | 竹内利光 | 佐野隆史            | 土屋康郎          | 高田洋一 丸山翔子                                                    |
| Quest 05   | アイカ                        | 渡邊大輔 | 玉川真人            | 飯村正之          | 千林里美 代見裕美 池川陽子                                           |
| Quest 06   | 禁じられたPSO2                | 竹内利光 | 川口敬一郎          | 山田卓            | 野口寛明 西真由子                                                    |
| Quest 07   | 失踪                          | 広田光毅 | 矢野雄一郎          | 博史池畠          | 中武学 高田洋一                                                      |
| Quest 08   | ターニングポイント            | 広田光毅 | 佐野隆史            | 土屋康郎          | 白井裕美子 相馬満                                                    |
| Quest 09   | 戦力外通告                    | 広田光毅 | 菊池聡延            | 菊池聡延          | 菊池聡延                                                             |
| Quest 10   | 依代                          | 渡邊大輔 | 佐野隆史            | 山田卓            | 野口寛明 白井裕美子 西真由子 高田洋一 宇佐美皓一                     |
| Quest 11   | ダークファルス                | 渡邊大輔 | 川口敬一郎 花井宏和 | 佐藤光 花井宏和   | 古賀誠                                                               |
| Last Quest | 境界を超えるRPG               | 広田光毅 | 川口敬一郎 花井宏和 | 博史池畠 花井宏和 | 高須美野子 谷野美穂 高田洋一 白井裕美子 西真由子 野口寛明 宇佐美皓一 |

## 放送局
| 放送期間               | 放送時間                     | 放送局         | 対象地域   | 備考   |
| ---------------------- | ---------------------------- | -------------- | ---------- | ------ |
| 2016年1月8日 - 4月1日  | 金曜 1:46 - 2:16（木曜深夜） | TBSテレビ      | 関東広域圏 | 製作局 |
|                        | 金曜 3:00 - 3:30（木曜深夜） | CBCテレビ      | 中京広域圏 |        |
| 2016年1月9日 - 4月2日  | 土曜 3:10 - 3:40（金曜深夜） | 毎日放送       | 近畿広域圏 |        |
| 2016年1月10日 - 4月3日 | 日曜 1:00 - 1:30（土曜深夜） | BS-TBS         | 日本全域   |        |
| 2016年1月18日 -        | 月曜 1:00 - 1:30（日曜深夜） | TBSチャンネル1 | 日本全域   | CS放送 |

| 配信期間        | 配信時間               | 配信サイト         | 備考                          |
| --------------- | ---------------------- | ------------------ | ----------------------------- |
| 2016年1月11日 - | 月曜 12:00 更新        | ニコニコチャンネル | 第1話無料、第2話以降1週間無料 |
|                 |                        | dアニメストア      |                               |
|                 | 月曜 23:30 - 火曜 0:00 | ニコニコ生放送     |                               |
| 2016年1月14日 - | 木曜 12:00 更新        | バンダイチャンネル | 第1話無料、第2話以降有料      |
|                 |                        | GYAO!              | 全話有料                      |
| 2016年1月22日 - | 金曜 6:00 更新         | ビデオパス         | 全話有料                      |

## BD / DVD
各パッケージには購入特典（全パッケージ共通）としてゲーム内で使用可能な特典アイテムコードが付属するほか、初回限定版特典として特典ディスクやフルカラー冊子、ポストカードなどが付属する。なお特典アイテムの内容は、アニメに登場する各キャラクターのなりきりコスチュームなどであり、各巻ごとに異なるキャラクターのものとなっている。
| 巻 | 発売日        | 収録話          | 規格品番   | 規格品番   | 規格品番   | 規格品番   |
| 巻 | 発売日        | 収録話          | BD初回版   | BD通常版   | DVD初回版  | DVD通常版  |
| -- | ------------- | --------------- | ---------- | ---------- | ---------- | ---------- |
| 1  | 2016年3月16日 | 第1話 - 第2話   | PCXE-50611 | PCXE-50621 | PCBE-55231 | PCBE-55241 |
| 2  | 2016年4月20日 | 第3話 - 第4話   | PCXE-50612 | PCXE-50622 | PCBE-55232 | PCBE-55242 |
| 3  | 2016年5月18日 | 第5話 - 第6話   | PCXE-50613 | PCXE-50623 | PCBE-55233 | PCBE-55243 |
| 4  | 2016年6月15日 | 第7話 - 第8話   | PCXE-50614 | PCXE-50624 | PCBE-55234 | PCBE-55244 |
| 5  | 2016年7月20日 | 第9話 - 第10話  | PCXE-50615 | PCXE-50625 | PCBE-55235 | PCBE-55245 |
| 6  | 2016年8月17日 | 第11話 - 第12話 | PCXE-50616 | PCXE-50626 | PCBE-55236 | PCBE-55246 |

## Webラジオ
『ファンタシースターオンライン2 ジ アニメーション』〜清雅学園生徒会Radio!〜』は、2016年2月17日から3月30日までアニメイトTVにて配信された番組。隔週水曜日更新、全4回。パーソナリティは蒼井翔太（橘イツキ 役）。
なお各放送内容は、アニメ本編 BD / DVD の初回限定版特典ディスクに収録されている。

## CD
サウンドトラック
- 『TVアニメ「ファンタシースターオンライン2 ジ アニメーション」 オリジナル・サウンドトラック』販売:クラウン徳間ミュージック、発売:カナメイシレコード、2016年4月6日。ASIN B01B6BDD8M。

ドラマCD
- 『TVアニメ「ファンタシースターオンライン2 ジ アニメーション」ドラマCD 〜清雅祭2027成功への道! 〜』フロンティアワークス、2016年6月8日。ASIN B01DWOD3WW。

キャラクターソング
- 『TVアニメ「ファンタシースターオンライン2 ジ アニメーション」キャラクターソングCD』フロンティアワークス、2016年7月6日。ASIN B01ECZY9U0。
- 『TVアニメ「ファンタシースターオンライン2 ジ アニメーション」 キャラクターソングCD vol.2』フロンティアワークス、2017年6月28日。ASIN B071XRT3WV。
- 『TVアニメ「ファンタシースターオンライン2 ジ アニメーション」 主題歌・キャラクターソング コンプリートベスト』フロンティアワークス、2018年4月4日。ASIN B0791TR1SP。

## 書籍
- 電撃PlayStation編集部『ファンタシースターオンライン2 スペシャルブック Vol.1』KADOKAWA/アスキー・メディアワークス、2016年4月28日。ISBN 978-4048694407。

全12話の総集編および原作ゲームのスタートガイド本。